# I Can’t Stop Loving You
I Can’t Stop Loving You – piosenka amerykańskiego muzyka, Raya Charlesa. Została nagrana w 1962 roku i pochodzi z albumu Modern Sounds in Country and Western Music. Utwór osiągnął duży sukces, wchodząc na szczyty notowań Billboard, Billboard R&B, a także Adult Contemporary. Piosenka została umieszczona również na ścieżce dźwiękowej animowanego filmu Metropolis, wzbogacona o dodatkowe efekty dźwiękowe w nim użyte. 
Piosenka została napisana i skomponowana przez muzyka country, Dona Gibsona, który 30 grudnia 1957 jako pierwszy ją nagrał.
W 2004 utwór Charlesa został sklasyfikowany na 161. miejscu listy 500 utworów wszech czasów magazynu Rolling Stone oraz na 49 miejscu listy 100 Greatest Songs in Country Music, sporządzonej przez telewizję CMT.

## Inne wykonania
- Elvis Presley
- Roy Orbison
- Martina McBride
- Van Morrison
- Wiespread Panic